# Arbeit Macht Frei
Arbeit macht frei (транскр.  Арбајт махт фрај; прев. Рад ослобађа) је немачки израз који у преводу значи „рад ослобађа“. Израз је постао познат у Другом светском рату, јер је био исписан на улазима нацистичких концентрационих логора. 

## Порекло
У 1872. години, немачки националист и аутор Лоренц Дифенбах је написао новелу назива "Arbeit Macht Frei", те је због тога израз остао добро познат код националиста. Израз је у 1928. години узела Вајмарска влада као слоган хвале њихове велике политике јавних радова, која је требало да „избаци“ незапосленост. Израз је настао због имитирања средњовековног израза "Stadtluft macht frei" ("Градски ваздух ослобађа"). Израз се наставио користити у НСДАП-у (Националсоцијалистичка радничка странка) када је дошла на власт у 1933. години.

## Нацистичка употреба
Израз "Arbeit Macht Frei" је стајао на улазима многих нацистичких концентрационих логора „као својеврстан тајни израз који значи жртвовање у начину да бесконачан рад значи духовну слободу“.
Такође, била је заједничка вежба у Немачкој да се стари натписи поставе на улазима институционалних, значајних и великих установа. Употребу овог слогана је наређена од генерала СС-а Теодора Ајкеа, инспектора концентрационих логора и првог заповедника концентрационог логора Дахау. Израз се и данас може видети на неколико места, укључујући и на улазу у Аушвиц. Према књизи Аушвиц: Нова историја, од историчара ББЦ-а, Лауренца Риса; натпис је поставио заповедник Рудолф Хес, који је веровао да му је његов ропски рад у затвору за време Вајмарске Републике помогао. На натпису у Аушвицу, горња куглица слова „Б“ ("арБеит") је шира од доње куглице, што многима изгледа као наопако постављено латинично слово „Б“. Неколико геометрично израђених санс-сериф фонтова (фонтови без малих додатака, назива „серифи") у 1020-има такође личе тој врсти. 
Израз се такође може видети на следећим концентрационим логорима: 
- Дахау
- Грос-Розен
- Захсенхаузен
- Терезинштадт

У концентрационом логору Бухенвалд, уместо натписа Arbeit macht frei налази се натпис "Jedem das Seine" ("Свакоме своје"). 1938. године, аустријски политички кабарет писац Јура Зојфер и композитор Херберт Зипер, као затвореници Концентрационог логора Дахау, написали су "Dachaulied" ("Дахау песма"). Данима су марширали унутра и ван логора. Радили су под присилом и сматрали су да је натпис "Arbeit macht frei" увреда. Песма цинично понавља израз да би логор Дахау „научио лекцију“.